# Paphnutius schmidti
Paphnutius schmidti är en insektsart som först beskrevs av Haupt 1924.  Paphnutius schmidti ingår i släktet Paphnutius och familjen spottstritar. Inga underarter finns listade i Catalogue of Life.